# Чакино
Чакино — посёлок в Ржаксинском районе Тамбовской области России. Административный центр Чакинского сельсовета.

## География
Посёлок находится на берегу реки Савала, на расстоянии 10 км к северо-западу от посёлка городского типа Ржакса, административного центра района, и 66 км к юго-востоку от города Тамбов, административного центра области.

### Часовой пояс
Посёлок Чакино, как и вся Тамбовская область, находится в часовой зоне МСК (московское время). Смещение применяемого времени относительно UTC составляет +3:00.

## Население
| 2002 | 2010 |
| ---- | ---- |
| 785  | ↘727 |

### Национальный состав
Согласно результатам переписи 2002 года, в национальной структуре населения русские составляли 97 % из 785 чел.

## Транспорт
В посёлке находится станция Чакино на линии «Тамбов — Ржакса — Балашов» Юго-Восточной железной дороги.